# Economia da Tunísia
A Tunísia está em um processo de reforma econômica e liberalização após décadas de participação do estado na economia. Prudência econômica e planejamento fiscal resultaram em um crescimento acelerado durante uma década.
A economia da Tunísia dependera muito do petróleo, fosfatos, comida agrícola, produtos, manufatura de peças automobilísticas. No "World Economic Forum Global Competitiveness Report" o país ocupa o primeiro lugar em economia global no continente africano, bem a frente de países como Itália, Portugal e Grécia.
 As exportações principais incluem agora têxteis e vestuário, produtos alimentícios, derivados de petróleo, produtos químicos e fosfatos, e cerca de 80% das exportações têm com destino o principal parceiro económico do país, a União Europeia. O controle estatal da economia, apesar de ainda intenso, vinha sido gradualmente reduzido desde a última década, com crescente privatização, simplificação da estrutura tributária, e um tratamento prudente do endividamento.
A estratégia liberal da Tunísia, assim como os investimentos em educação e infraestrutura alimentou um crescimento anual do PIB de 4% a 5% durante décadas, e melhorou a qualidade de vida da população e reduziu a inflação. O turismo e o comércio foram elementos chave neste crescimento sustentado. O acordo de associação da Tunísia com a União Europeia entrou em vigor a partir de 1 de março de 1998, e foi o primeiro acordo entre a UE e países mediterrâneos não europeus. Com o acordo, a Tunísia deveria gradualmente remover barreiras ao comércio com a UE na década seguinte. O alargamento das privatizações, a maior liberalização do investimento, principalmente estrangeiro, e melhorias na eficiência governamental, eram os principais desafios para o futuro. Em 2008 a Tunísia tornou-se membro plenamente associado da União Europeia (situação comparável à da Noruega ou da Islândia).
O ex-presidente Zine El Abidine Ben Ali (1987-2011) continuou essas políticas, mas em seu governo cresceram o nepotismo e a corrupção que frustraram o desempenho econômico, e o desemprego aumentou entre crescentes fileiras de graduados universitários do país. Estas queixas contribuíram para a queda de Ben Ali em janeiro de 2011, levando a economia do país a uma espiral descendente, à medida em que o turismo e o investimento estrangeiros diminuíam drasticamente. À medida que a economia se recupera, o governo da Tunísia tem enfrentado os desafios de tranquilizar empresas e investidores, trazer orçamento e déficits em conta corrente sob controle, proteger o sistema financeiro do país, derrubar o elevado desemprego e reduzir as disparidades económicas entre a região costeira mais desenvolvida e o interior do país, empobrecido.

## História

### Nacionalizações (1956-1961)
À data da proclamação da independência, em 1956, o país não tinha os ativos dos seus vizinhos do norte de África: tinha poucas terras agrícolas produtivas, infraestrutura portuária precária, mercado interno pouco dinâmico, poupanças baixas e desfalcadas pela emigração da população de origem europeia e elevado desemprego.:11-12 A taxa de crescimento anual 4,7% nos anos anteriores, de 1950 a 1954, cai para 2,8% nos primeiros anos de autonomia, até 1960.:22
A prioridade estabelecida pelo novo Presidente da República da Tunísia, Habib Bourguiba foi libertar a economia do controle francês, que tinha favorecido a agricultura e de extração mineral, mas tinha  negligenciado a industrialização, sendo a Tunísia o país menos industrializado do Magrebe.:94 Entre 1956 e 1960 quase todos os funcionários franceses que trabalham na administração pública foram repatriados.
Para garantir o controle público nos setores estratégicos, o governo criou a Sociedade Nacional de Caminhos de Ferro da Tunísia, em 1956 assumiu a gestão do sector bancário e abandona a zona do franco em 1958; entre 1959 e 1960 as empresas de eletricidade, de gás natural e água são nacionalizadas. Em 1959 tem os seus primeiros contatos com a Comunidade Económica Europeia (CEE) e em 1960 nacionaliza as empresas de transporte, adquirindo a 50% da companhia aérea Tunisair e fundando a Compagnie tunisienne de navigation. Ao mesmo tempo, o dinar tunisino, através da promulgação da Lei n.º 58-109, de 18 de outubro de 1958, que assim substitui o franco tunisino à taxa de um dinar por cada 1000 francos.
No entanto, estas políticas não tinham uma orientação socialista. Tinham por objetivo reforçar o controlo do novo Estado independente, mas mantendo uma política liberal baseada na promoção do investimento e do comércio externo.
Para isso, nos primeiros cinco anos o estado adotou incentivos fiscais e facilidades de crédito, para motivar o setor privado a ter um papel mais importante na economia.

### A experiência socialista (1961-1969)
No início dos anos 1960, os fosfatos produzidos na região de Gafsa - de baixo teor em ácido fosfórico necessitando de transformação em superfosfatos - e o azeite constituíam as principais fontes de receita externa. As receitas do turismo eram praticamente inexistentes, com apenas 52.700 visitantes estrangeiros em 1962:13-14. O único grande projeto industrial do país, as indústrias químicas em Gabès, seriam o polo de desenvolvimento do sul do país antes do advento do turismo.:49

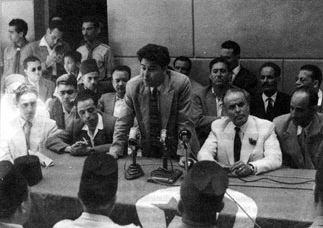
Bourguiba e Ben Salah numa reunião em 1963.

Neste contexto, a importância crescente da União Geral de Trabalhadores da Tunísia (UGTT) nas decisões econômicas pela ação do seu Secretário Geral, Ahmed Ben Salah, conduz o país para a adoção de medidas coletivistas na economia.
Em 1961, os políticos optam por esta nova estratégia e começar a ampliar o controle estatal sobre todas as áreas da economia. Essa mudança é marcada por duas importantes decisões tomadas durante este período:
A primeira é a criação de um Ministério do Planejamento, ao qual são agregados os Ministérios da Economia, Finanças, Agricultura, Comércio e Indústria.:52
Ben Salah toma assim a direção e controle de toda política econômica, com a assistência de uma equipa de jovens economistas, incluindo Mansour Moalla.
A segunda é a adoção de um plano comum de desenvolvimento mais a dez anos (1962 - 1971), que é baseado nas resoluções do Congresso da UGTT de 1956. Os principais objectivos deste plano são a "descolonização econômica", a melhoria do nível de vida da população, a redução da dependência de capitais externos (e, assim, uma maior autossuficiência) e a criação de um mercado nacional. Esta fase testemunha a aceleração da coletivização, em especial no sector agrícola. Em maio de 1964, a  Assembleia Nacional decreta a expropriação das terras propriedade de estrangeiros - pertencendo principalmente a famílias francesas e italianas, para estabelecer 300 cooperativas agrícolas estatais.
Depois disso, a França congelou toda a ajuda financeira à Tunísia, e o país mergulhou numa grave crise econômica.
Em julho de 1966 o presidente Bourguiba realiza um périplo pela Europa que leva ao lançamento de negociações para a assinatura do primeiro acordo comercial no dia 28 de julho de 1969, em Tunes.
Isso acaba por ser paradoxal, pois a taxa de coletivização do setor agrícola atingia os 90%.
Em agosto, o setor público inclui o comércio atacado e varejo, uma parcela significativa da indústria e da banca, bem como transportes, electricidade e minas que já estavam sob controle do estado. Apenas o setor do turismo, que as autoridades começam a desenvolver, escapa a uma gestão totalmente estatal.

### O capitalismo sob controle (1970-1981)
A experiência cooperativa dura até setembro de 1969, quando Habib Bourguiba suspende Ben Salah das suas funções na sequência de um relatório do Banco Mundial sobre o défice das empresas públicas:103 e das pressões da ala pragmática do partido.
As cooperativas serão mantidas até março de 1970, e o movimento gera uma série de iniciativas industriais, lança a implantação do turismo através da Sociedade hoteleira turística e de transportes.:18
Com a chegada de Hedi Nouira, pragmático governador do Banco Central, hostil ao coletivismo:53, ao Ministério da Economia e depois ao Primeiro-Ministro, a Tunísia reorienta-se na direção da economia de mercado e da propriedade privada. Com o apoio financeiro da Sociedade bancária tunisina de Abdelaziz Mathari:53-54 o novo governo incentiva a retirada do estado do setor industrial, abrindo-a ao investimento privado. Nouira procede também à fundação de novas instituições com a finalidade de promover o setor privado, como a Agência de Promoção da indústria, com o objectivo de simplificar, modernizar e racionalizar a política industrial.
Durante a década de 1970, a Tunísia testemunha o crescimento do setor privado e o desenvolvimento rápido do emprego industrial, incentivado pela extensão e expansão do acordo com a CEE, graças ao comissário Claude Cheysson.
O país regista então um crescimento médio de  8,4 % ao ano e vê quadruplicar a renda per capita, que aumenta de 314 dólares para 1351 dólares.:23 No entanto, a estrutura da industrialização é caracterizada por uma concentração setorial e regional.
No final de 1977, 54% do investimento e 87% dos empregos criados estavam na indústria têxtil, do vestuário e do couro. Para além disso, as novas empresas estavam concentradas e, poucas regiões, o que reforçava as disparidades regionais e incentivava a migração para o noroeste do país e a urbanização.:102
Na realidade, o retorno à economia de mercado é menos efetiva que o anunciado: Tunísia mantém amplamente subsidiados vários preços, a fim de reduzir os preços ao consumidor de certos bens essenciais como a alimentação e os combustíveis. O setor financeiro é totalmente controlado pelo governo e a economia é protegida por taxas alfandegárias elevadas e restrições às importações.
Ainda assim, a economia beneficia com os choques petrolíferos (1973 e 1979), que provocam o aumento dos preços do petróleo  e dos fosfatos , mas também graças ao aumento da produção agrícola e das receitas do turismo.
Nesse contexto de recuperação económica, o setor público permanece dominante mas recua, com a separação progressiva entre os setores abertos à concorrência externa e os destinados ao mercado doméstico, beneficiando de protecionismo.
A abertura ao mercado externo, embora limitado a um regime aduaneiro de admissão temporária de produtos importados, permite o estabelecimento de muitas empresas estrangeiras (nomeadamente no sector têxtil). No entanto, estas são obrigadas a re-exportar toda a sua produção, protegendo a pequena indústria local, que é protegida pelas pesadas tarifas impostas sobre as importações.
Esta tímida abertura permite a criação de novos empregos e, consequentemente, uma maior mobilidade social dos jovens recém-formados e o surgimento de uma classe média.

### Crise económica (1982 - 1986)
Neste período a Tunísia está muito dependente das receitas do petróleo e está penalizada pela sua dívida externa, que agrava as finanças públicas que até esse momento asseguram o subsidiamento dos preços. Além disso, não tem uma base produtiva suficiente para conseguir absorver o excedente de trabalhadores e exportar uma gama de produtos diversificada e competitiva.
A falta de investimento governamental em infraestruturas limita o crescimento e o desencoraja os investidores.
Por isso, o VIº plano de desenvolvimento, que começa em 1982, é concebido para introduzir os ajustamentos económicos necessários para preparar a Tunísia para um período marcado pela queda das receitas do petróleo.
O investimento dirige-se principalmente para as indústrias não petrolíferas. Além disso, a dívida externa e a balança de pagamento são rigorosamente controladas, o investimento público é reduzido, e o consumo é submetido a medidas restritivas através do congelamento dos salários e de restrições adicionais às importações.
Apesar disso, a maioria dos objetivos do plano não são conseguidos: o crescimento da Produto Interno Bruto (PIB) continua abaixo dos 3%, o défice da conta corrente eleva-se para 7,8% do PIB, e a dívida externa sobe para 56% do PIB.
Além disso, entre 1985 e 1986 os preço do petróleo recuam, uma série de secas que afectam o país e os salários dos trabalhadores diminui.
Em 1986, a Tunísia enfrentando o seu primeiro ano de crescimento negativo desde a independência. A agitação social aumenta dramaticamente durante este período e a União Geral de Trabalhadores da Tunísia, que critica abertamente a política econômica adotada pelo governo, organiza uma série de greves e manifestações contra o aumento do desemprego e a política salarial.
Para lidar com a situação, o presidente Bourguiba nomeia Rachid Sfar primeiro-ministro, negociou o primeiro programa nacional de ajustamento económico, o Plan d'ajustement structurel (PAS) e, finalmente reconhece a realidade da crise que se traduz no agravamento da situação económica e financeira.
Em 1986 o governo oficializa o acordo com o Fundo Monetário Internacional (FMI) sobre a execução do PAS formalizando um acordo sobre um programa de relançamento da economia por um período de 18 meses.
Em 1988 chega a acordo para utilizar fundos por um período de mais três anos.
Depois disso, o período de empréstimo foi prorrogado por diversas vezes até que 1992, destacando a confiança do FMI na capacidade do governo para implementar as reformas estruturais da economia. Um dos objetivos da PAS é a transferência total ou parcial de certos serviços públicos para os bancos e grupos privados.

### Liberalização da economia (1987-1995)
A estratégia do programa é implementada nos VII e VIII e planos de desenvolvimento. O primeiro plano é desenvolvido com a colaboração do FMI e Banco Mundial. Pretende alcançar a estabilidade macroeconômica e introduzir as medidas iniciais para uma liberalização estrutural, ao mesmo tempo que reduzia a dependência das exportações de petróleo. Os resultados não foram estáveis devido à vulnerabilidade da agricultura e aos efeitos da Guerra do Golfo (1990-1991). No entanto, pode-se considerar que o plano teve um relativo sucesso: os grandes desequilíbrios internos e externos são controlados, a dívida externa fica com níveis razoáveis e é conseguido um crescimento médio do PIB na ordem dos 4,3%.
O principal objetivo do plano seguinte é aumentar a eficiência e promover os mecanismos de mercado. Ao mesmo tempo, o plano é projetado para superar as consequências sociais e políticas das suas medidas. A despesa pública é concentrada nos setores da saúde, educação, habitação e serviços. Nesse período a economia cresceu 4,5% ao ano, abaixo dos 6% previstos.
A partir do início de 1980, o governo pondera a privatização de empresas estatais para acabar com o seu endividamento. No entanto, não são lançados programas sérios para o efeito até 1987. A privatização é feita, num primeiro momento, pela venda de pequenas e médias empresas com bom histórico de crédito a compradores tunisinos pré-seleccionados. Os sectores em causa são sobretudo turismo, materiais de construção, têxteis, indústria agro-alimentar e pesca, e indústria mecânica e elétrotécnica.
Tendo ratificado o  GATT em 1990 e depois aderido à Organização Mundial do Comércio, em 1995, a Tunísia tem necessidade de aumentar a competitividade dos seus produtos e melhorar as suas vantagens comparativas, para aumentar as exportações de seus produtos e ter livre acesso aos mercados internacionais, sendo necessária a modernização da economia em geral.
Além disso, o acordo de associação assinado com a União Europeia em 17 de julho de 1995, entrando em vigor a partir de 1 de março de 1998, provoca o desmantelamento progressivo das barreiras aduaneiras, desde 1996 até 1 de janeiro de 2008.
Em simultâneo, duas zonas francas são criadas em Zarzis e Bizerte: a primeira é especializada no setor petrolífero e surge em 1995, a segunda abrange a indústria e construção, a reparação de navios, e demolição e outros serviços. Nestas zonas, os terrenos são propriedade do Estado mas são geridos por empresas privadas. Adicionalmente, o governo incentiva a indústria de manufatura a produzir exclusivamente para exportação dando a possibilidade de se instalar em qualquer ponto do país mantendo-se abrangido pelos regulamentos das zonas francas.
Estas reformas econômicas são nos dias de hoje usadas como exemplo pelas instituições financeiras internacionais. No entanto, o desemprego continua a ameaçar o desenvolvimento econômico e é agravado por uma força de trabalho em crescimento. Em 1997, 63% dos desempregados tinham menos de 29 anos e 49% eram desempregados de longa duração.

### Novo desenvolvimento da economia (1995)
O novo desenvolvimento da Tunísia ocorreu a partir do regresso de medidas protecionistas, do forte reinvestimento em infraestruturas e na qualificação da mão de obra. A Tunísia é um país pequeno mas com um IDH (índice de desenvolvimento humano) alto.

## Estrutura econômica
Em 2009, o produto interno bruto (PIB) atingiu 48.972 milhões de dinares tunisinos, um aumento de  3% em relação a 2008.
Quanto à população ativa, chegou às 3,593 milhões de pessoas, mas a população total empregada foi de 3,085 milhões de pessoas, sendo 30% destes preenchidos por mulheres, o dobro do nível de 1980.:75-76

Crescimento da economia entre 1962 e 2005

De acordo com os dados oficiais, a desagregação por setor de atividade é a seguinte:
| Setor da economia                                                 | PIB (milhões de dinares) | Participação do PIB |
| ----------------------------------------------------------------- | ------------------------ | ------------------- |
| Agricultura                                                       | 4 641,3                  | 11,5 %              |
| Indústrias não manufaturadas                                      | 5 597,4                  | 14 %                |
| Indústrias manufaturadas                                          | 7 697,3                  | 19,2 %              |
| Serviços                                                          | 17 334                   | 43,2 %              |
| Outros                                                            | 48 625                   | 12,1 %              |
| Dados :''Ministério do Desenvolvimento e Cooperação Internacional |                          |                     |

## Comércio exterior
Em 2020, o país foi o 77º maior exportador do mundo (US $ 15,1 bilhões em mercadorias, 0,1% do total mundial). Na soma de bens e serviços exportados, chega a US $ 19,4 bilhões, ficando em 80º lugar mundial. Já nas importações, em 2019, foi o 76º maior importador do mundo: US $ 18,4 bilhões.

## Setor primário

### Agricultura e Pesca
A Tunísia produziu, em 2018:
- 1,5 milhão de toneladas de trigo;

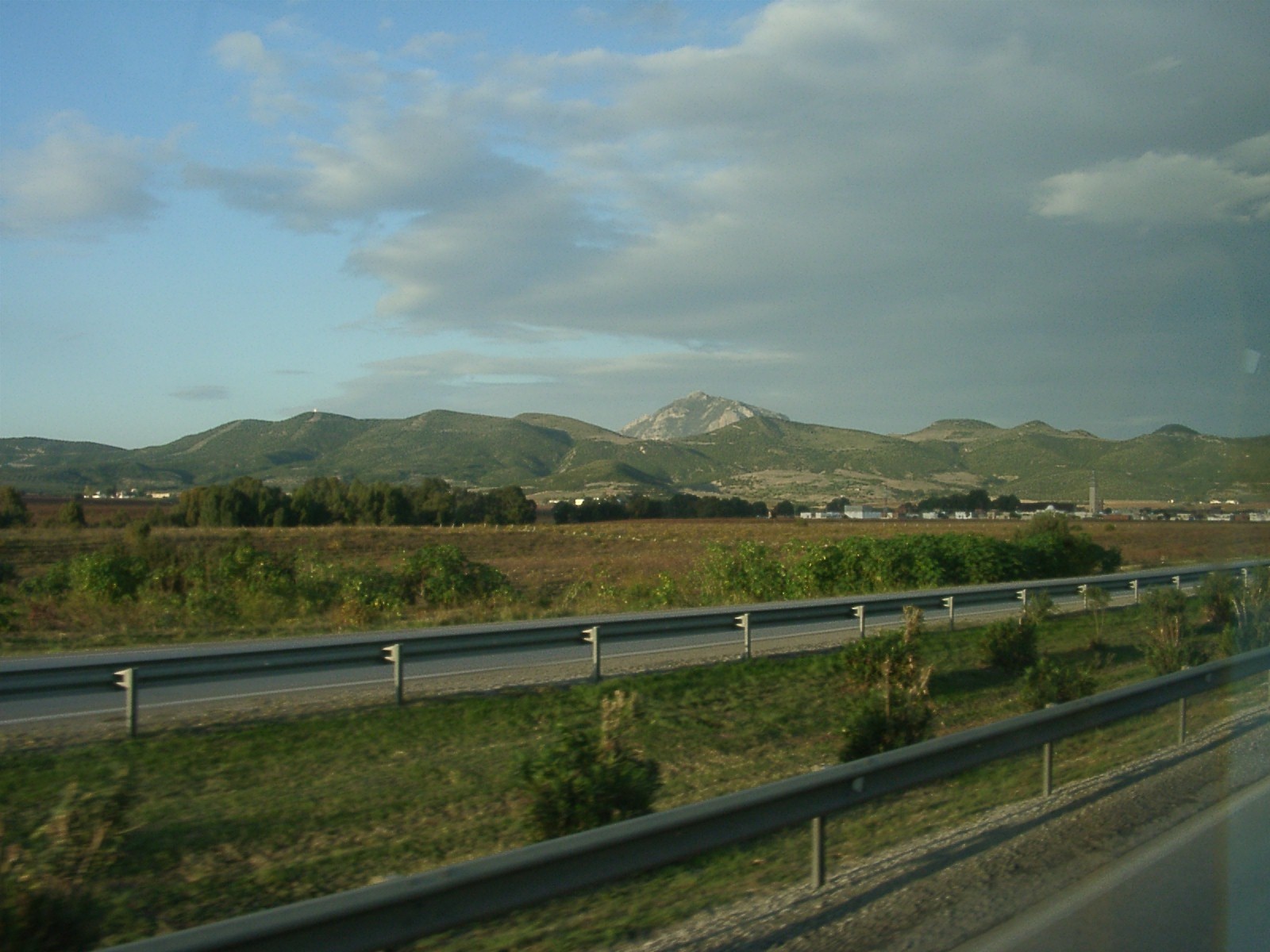
Região agrícola de Cap Bon

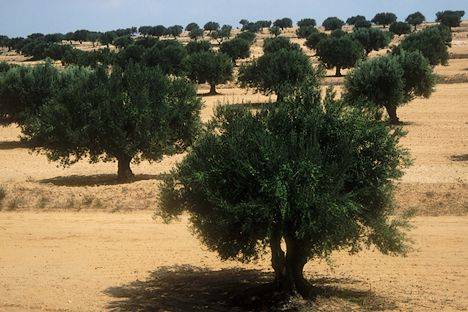
Campos de oliveiras em Sfax

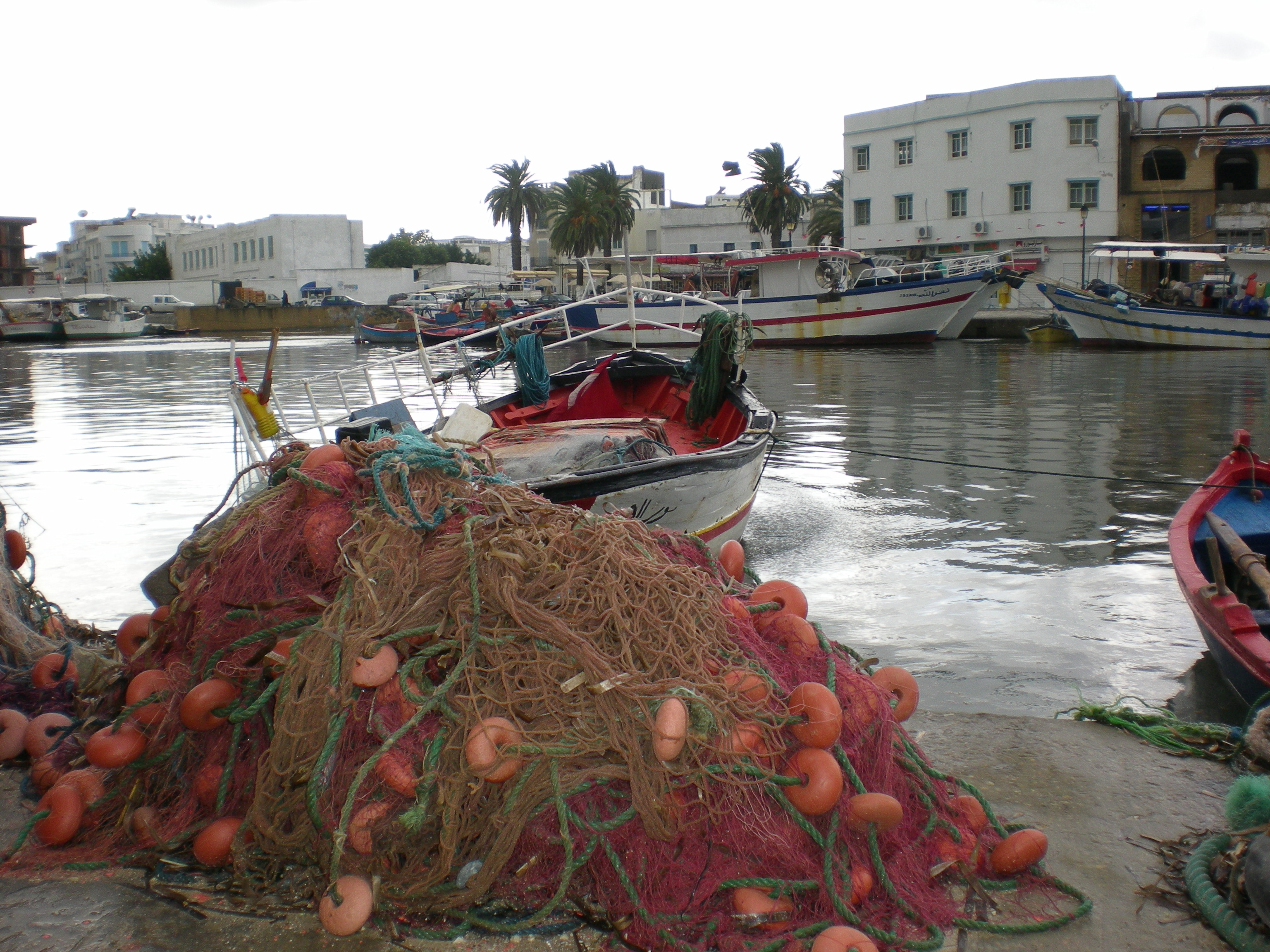
Porto de pesca de Bizerte

- 1,3 milhão de toneladas de tomate (16º maior produtor do mundo);
- 825 mil toneladas de azeitona (7º maior produtor do mundo);
- 700 mil toneladas de cevada;
- 548 mil toneladas de melancia;
- 450 mil toneladas de cebola;
- 426 mil toneladas de pimentão;
- 423 mil toneladas de batata;
- 241 mil toneladas de tâmara (10º maior produtor do mundo);
- 217 mil toneladas de cenoura;
- 146 mil toneladas de uva;
- 144 mil toneladas de laranja;
- 118 mil toneladas de pêssego;
- 114 mil toneladas de maçã;
- 104 mil toneladas de grapefruit;
- 102 mil toneladas de melão;

Além de produções menores de outros produtos agrícolas.
Na pecuária, em 2019, a Tunísia produziu 1,4 bilhão de litros de leite de vaca, 144 mil toneladas de carne de frango, 55 mil toneladas de carne bovina, 51 mil toneladas de carne de cordeiro, entre outros.
Nos últimos anos do protetorado francês, a agricultura representava ainda 29 % da atividade econômica total, mas caiu para 22 % com a nacionalização dos 850 mil hectares cultivados por colonos e empresas francesas.:28
Apesar da queda constante do peso da agricultura no PIB, registou taxas de crescimento significativas, especialmente durante a década de 1970 com cerca de 8% ano ano.:28, permitindo ao país atingir um nível de segurança dos alimentos suficiente.
Este desempenho é o resultado de um esforço significativo de apoio e modernização realizado através de uma política de desenvolvimento e regulação das actividades agrícolas e rurais de (crédito do Banco Nacional da Agricultura, assistência técnica e salário mínimo) e demanda impulsionada pelo aumento da procura (aumento da população e aumento da renda).:30
Apesar do desenvolvimento de outros sectores da economia nacional, a agricultura mantém uma importância social e econômica: responde por cerca de 11,5% do PIB e em 2007 empregava 18,5% da força de trabalho. Os principais produtos agrícolas são cereais (trigo e cevada), azeitonas, tâmaras, citrinos e produtos do mar. Estes produtos agrícolas são em grande parte orientados para a exportação.
O setor vitivinícola também é exportador: o país produz anualmente 300 a 350 mil hectolitros de vinho para exportação para a Alemanha e França.
A área de pesca é uma importante atividade econômica, particularmente em certas regiões onde ela é a única atividade econômica, como a ilha de Kerkennah. É a segunda produção agrícola em exportações, só excedida pelo azeite. É mais comum na margem oriental, especialmente no Golfo de Gabes, onde estão  40 portos de pesca e dois terços das capturas do país.  A aquicultura também está se desenvolvendo em zonas costeiras e locais de água doce dos 14 mil hectares de barragens. Produtos da pesca marítima são principalmente peixes azuis e brancos, além de crustáceos e moluscos.
Com a globalização, a Tunísia não está imune às tendências de modernização nas últimas décadas com o liberalismo econômico tornou-se parte da economia a partir de 1986 com o acordo de livre comércio , assinado com a União Europeia em 1995 . A tendência é ilustrada por um declínio deste setor econômico no PIB e mais por uma diminuição em vigor, uma tendência observada ao longo do século XX  e acelerado após a independência (com reforço durante a retirada de 1960, onde a experiência foi tentado o coletivismo). De modernas instalações de produção e de mercado bem integrado, particularmente para certos mercados de exportação, coexistir com os sistemas de produção manteve-se sob o peso de suas limitações estruturais, em termos de técnicas tradicionais adotadas e mercados mal-integrados. O programa de ajuste estrutural agrícola, lançado em 1986, contribui para a liberalização do preço e os investimentos e a privatização progressiva do Estado empresas estatais setor. A gestão da agricultura ainda é propriedade de instituições públicas, tais como a Câmara de grão ou a National Oil no âmbito do Ministério da Agricultura (Observatório Nacional da Agricultura) o setor agrícola é cada vez mais apoiado por grupos privados, muitas vezes presente na indústria de alimentos como o grupo Poulin, o primeiro grupo privado do país.
| Principais produtos de exportação em 2007 (1,153 bilhões de dinares) | Valor (milhões de dinares) |
| -------------------------------------------------------------------- | -------------------------- |
| Azeite                                                               | 696                        |
| Peixes e frutos do mar                                               | 232,8                      |
| Cítricos                                                             | 13,6                       |
| Principaux produits importés en 2007 (1,734 milliard de dinars)      | Valor (milhões de dinares) |
| Cereais                                                              | 1183,7                     |
| Vegetais                                                             | 288,5                      |
| Açucar                                                               | 158,9                      |
| óleos vegetais                                                       | 103,1                      |
| Fontes : Institut nacional de estatística ·                          |                            |

## Setor secundário

### Indústria
O Banco Mundial lista os principais países produtores a cada ano, com base no valor total da produção. Pela lista de 2019, a Tunísia tinha a 84ª indústria mais valiosa do mundo (US $ 5,7 bilhões).
Em 2019, a Tunísia quase não produzia veículos e não produzia aço. O país foi o 3º maior produtor mundial de azeite de oliva em 2018.
A Tunísia é um dos poucos países no mundo em desenvolvimento que aproveitaram a onda de atividades de reabilitação Norte-Sul criando as infraestruturas necessárias e estabelecer a sua reputação em termos de prazos e qualidade. De fato, em 1950, o tecido industrial é quase inexistente e os produtos que vêm de França, pagando uma tarifa baixa ou nenhuma produção local impedida de se desenvolver.
Agora, a indústria, que inclui a indústria não manufatureira (mineração, energia, eletricidade e Construção) e especialmente a indústria de transformação (alimentos, têxteis e de couro, materiais de construção, vidro, madeira, plástico, mecânica, elétrica, eletrônica e química, etc.) de produtos manufaturados representante de 82% das exportações totais em 1998.
| Atividade industrial                                                  | PIB (milhões de dinares) | Setor  |
| --------------------------------------------------------------------- | ------------------------ | ------ |
| Mineração, eletricidade, energia e água                               | 3 228,7                  | 57,7 % |
| Construção e Obras Públicas                                           | 2 368,6                  | 42,3 % |
| Indústria não manufatureira                                           | 5 597,4                  | 14 %   |
| Setor téxtil                                                          | 2 046,8                  | 26,6 % |
| Indústria agricultura                                                 | 1 387,7                  | 18 %   |
| Indústria mecânica e elétrica                                         | 1 739,5                  | 22,6 % |
| Indústria de materais de construção e de vidro                        | 799,6                    | 10,4 % |
| Indústria química                                                     | 765,3                    | 10 %   |
| Outros                                                                | 958,4                    | 12,4 % |
| Total                                                                 | 7 697,3                  | 19,2 % |
| Fonte : Ministério de Développement et de la Cooperação internacional |                          |        |

### Energia
Nas energias não-renováveis, em 2020, o país era o 62º maior produtor de petróleo do mundo, 30,7 mil barris/dia. Em 2011, o país consumia 88,3 mil barris/dia (81º maior consumidor do mundo). O país foi o 68º maior importador de petróleo do mundo em 2012 (22,1 mil barris/dia). Em 2015, a Tunísia era o 60º maior produtor mundial de gás natural, 1,5 bilhões de m³ ao ano. O país não produz carvão.
Nas energias renováveis, em 2020, a Tunísia era o 60º maior produtor de energia eólica do mundo, com 0,2 GW de potência instalada, e não produzia energia solar.

### Mineração
Em 2019, o país era o 10º maior produtor mundial de fosfato.

## Setor terciário

### Turismo
Em 2018, a Tunísia foi o 39º país mais visitado do mundo, com 8,3 milhões de turistas internacionais. As receitas do turismo, neste ano, foram de US $ 1,7 bilhões.